# Clayton Snyder
Clayton Travis Snyder (Los Ángeles, 9 de septiembre de 1987) es un actor estadounidense que interpretó a Ethan Craft en la serie de Disney Channel Lizzie McGuire y su adaptación cinematográfica The Lizzie McGuire Movie.

## Biografía
Clayton Snyder nació en Los Ángeles, California, hijo de Glenda Pack y Steve Snyder. Tiene dos hermanos mayores, Doug y Devin, y se graduó en Los Alamitos High School en Los Alamitos, California como vicepresidente de su clase senior en junio de 2006. Él entonces acudió a la Universidad Pepperdine y fue miembro del equipo de waterpolo desde 2006 hasta 2009, y ganó la Mención Honorable All-America como un senior en 2009.

## Filmografía
| Año  | Título                                  | Papel                     | Notas        |
| ---- | --------------------------------------- | ------------------------- | ------------ |
| 2003 | The Lizzie McGuire Movie                | Ethan Craft               |              |
| 2010 | Life Is Not a Musical: The Musical      | Carson                    |              |
| 2014 | Confrontation                           | Jones                     | Cortometraje |
| 2014 | Breathe                                 | Marido                    | Cortometraje |
| 2014 | The Manocle                             | Novio de Hunky            | Cortometraje |
| 2015 | Some Stupid Film with Reality TV People | Hombre Blanco genérico #7 |              |

| Año     | Título         | Papel       | Notas                            |
| ------- | -------------- | ----------- | -------------------------------- |
| 2001–04 | Lizzie McGuire | Ethan Craft | 31 episodios                     |
| 2014    | NCIS           | Sampson     | Episodio: "Página No Encontrada" |

| Año  | Título              | Papel                     | Notas                        |
| ---- | ------------------- | ------------------------- | ---------------------------- |
| 2014 | Famous on Flagstaff | Bruce                     | Episodio: "Piloto"           |
| 2014 | My Olde Roommate    | Stevo Snajper             | Episodio: "serbio Waterpolo" |
| 2014 | Comedy Corner       | James                     | Episodio: "no Gusta Barcas"  |
| 2014 | Rules of Engagement | Detective Lucen           | Episodio: " son Todos Idos"  |
| 2014 | One and Only        | Representante Mike Howell | Episodio: "La Acusación"     |